# Catocala hermia
Catocala hermia  (лат.) — вид бабочек из семейства Erebidae. Встречаются в Северной Америке: Канада и США. От южного Саскачевана и Альберты далее на юг и запад до Техаса, Аризоны и Калифорнии.
.

## Описание
Размах крыльев 58—68 мм. Лёт имаго происходит с августа по сентябрь. Гусеницы питаются на листьях видов тополя (Populus) и ивы (Salix). 
Вид был описан в 1880 году американским актёром, поклонником У.Шекспира и энтомологом Генри Эдвардсом (Henry Edwards, 1827—1891) и назван им по имени шекспировской Гермии из комедии «Сон в летнюю ночь».

## Подвиды
- Catocala hermia hermia
- Catocala hermia francisca H. Edwards, 1880

Последний подвид иногда рассматривается в качестве самостоятельного вида, отличного от типового подвида C. hermia.
Catocala hermia verecunda, обнаруживаемый в Колорадо, Монтане и Аризоне, ранее также рассматривался в статусе подвида, но ныне считается синонимом Catocala hermia hermia.